# Жуан V
Жуа́н V (порт. João V; 22 жовтня 1689 — 31 липня 1750) — король Португалії (1706—1750). 11-й герцог Браганський (1706). Представник Браганського дому. Син португальського короля Педру II. Онук короля Жуана IV. Прізвисько — Великоду́шний (порт. o Magnânimo).
Жуан V був дуже благочестивою людиною, яка приділяла значну частину свого дня молитві та релігійному вченню. Він відрізнявся палкою відданістю Католицькій Церкві та дуже великими пожертвами Святому Престолу.  За це він отримав визнання як "католицького монарха" від папи Бенедикта XIV. Папа Римський надав Жуану V титул "Його Найчеснішої Величності". 

## Імена
- Жуа́н V (порт. João V, ст.-порт. Joham V) — у португальських джерелах.
- Жуа́н V Аві́ський (порт. João V de Avis) — за назвою династії.
- Жуа́н Великоду́шний (порт. João, o Magnânimo) — за прізвиськом.
- Жуа́н V Португа́льський (порт. João V de Portugal) — за назвою країни.
- Іва́н V, Іоа́нн V (лат. Ioannes V), або Йога́нн V (сер. лат. Johannes V) — у латинських джерелах.
- Хуа́н V (ісп. Juan V) — в іспанських джерелах.

## Правління
Як союзник імператора та Англії виступив проти Франції у війні за іспанську спадщину. 1717 року на прохання папи Климента XI направив потужну ескадру на боротьбу з турками, яка разом з кораблями інших християнських країн взяла участь у битві біля мису Матапан.
Протегував науки і мистецтва. 1720 року заснував Академію історії Португалії, був ініціатором заснування Бібліотеки Жуаніни при Коїмбрському університеті.
Витрачав значні суми на спорудження монастирів (найзначніший — монастир в місті Мафра) і за право мати свого патріарха в Лісабоні. 1748 року отримав титул Rex fidelissimus від папи римського Бенедикта XIV. Останні роки на нього мав великий вплив францисканець Гаспар.
Незадовго до смерті короля стали виснажувати хвороба та меланхолія. Незважаючи на щедрі підношення монастирям, численні молитви та процесії, здоров'я його не поправилося, і він помер від водянки. Трон успадковував його старший син Жозе I Реформатор.

## Родина
Дружина — Марія Анна, дочка імператора Священної Римської імперії Леопольда I.
Діти:
- Марія Барбара (1711-1758) — дружина короля Іспанії Фердинанда VI
- Педру (1712-1714)
- Жозе (1714-1777) — одружений з Маріанною Вікторією Іспанською
- Карл (1716-1730)
- Педру ІІІ (1717-1786) — одружений з рідною племінницею, королевою Португалії Марією I
- Олександр (1723-1728).

## Титули
- 22 жовтня 1689 р. - 1 грудня 1696 р. - Його Високість Найясніший Інфант Жуан Португальський
- 1 грудня 1696 р. - 9 грудня 1706 р. - Його королівська високість принц Бразилії, герцог Браганта тощо
- 9 грудня 1706 - 23 грудня 1748 - Його Величність Король Португалії та Алгарвесу
- 23 грудня 1748 - 31 липня 1750 - Його Найчесніша Величність Король Португалії та Алгарвесу.

Повний титул як короля Португалії:
- Благодаттю Божою, Жуан V, король Португалії та Алгарвесу до і за морем в Африці, Володар Гвінеї й завоювань, навігації та торгівлі Ефіопії, Аравії, Персії та Індії тощо